# Маковская, Александра Егоровна
Алекса́ндра Его́ровна Мако́вская (1837—1915) — русский живописец-пейзажист, последовательница «передвижнического реализма», второстепенная фигура среди московских художников пореформенной эпохи; старшая сестра Константина, Николая и Владимира Маковских.
Творчество Маковской мало известно и почти не изучено, несмотря на то, что сам факт более чем 30-летнего активного участия художницы в выставочной деятельности свидетельствует о большом количестве созданных ею произведений. Как отмечал идеолог передвижничества Владимир Стасов, Александра Маковская была среди тех, кто не без даровитости и успеха занимается своим делом, создавая прекрасные пейзажи.

## Биография

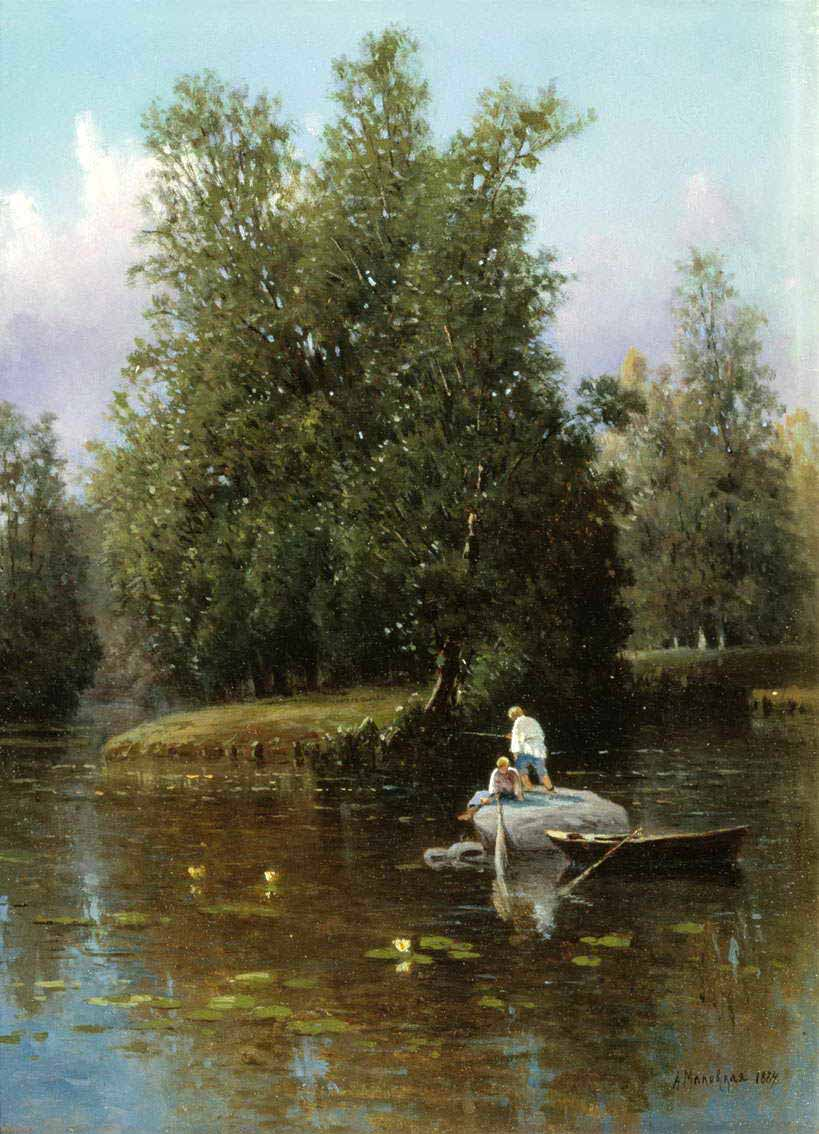
Крестьянские дети рыбачат на камне в окрестностях Санкт-Петербурга

Родилась в 1837 году в Москве. Старшая из пяти детей известного московского любителя искусств, одного из основателей Московского училища живописи и ваяния — Егора Ивановича Маковского (1800—1886).
Отец способствовал художественному образованию своих детей. Её братья — Константин, Николай и Владимир — известные русские художники. Её сестра Мария стала актрисой. Живописью она занялась довольно поздно — в начале 1860-х годов. Профессионального художественного образования Александра не получила; училась, как считается, у своих братьев Владимира и Константина.
После развода родителей, Александра Егоровна жила с матерью Любовью Корниловной Маковской в Санкт-Петербурге. Замужем она не была.
С 1866 года принимала участие в выставках. Экспонировала свои работы на выставках Императорской академии художеств (1866—1868), Общества поощрения художеств (1867), передвижников (1878—1893, с перерывами), Московского общества любителей художеств (1881—1896, с перерывами), Общества русских акварелистов (1888—1889), «Мира искусства» (1902).
В 1997 году картины художницы были представлены на выставке «Семья Маковских» в Государственной Третьяковской галерее.
Умерла в 1915 году в Москве (по другим данным — в Санкт-Петербурге).

## Творчество
Произведения Маковской пользовались популярностью у любителей русской живописи, её работы находились в коллекциях П. М. Третьякова, С. А. Бахрушина и других. Работы Маковской сохранились в Русском музее в Петербурге («Вид Москвы», 1889) и Третьяковской галерее в Москве (три картины, в том числе пейзаж «В окрестностях Петербурга» из собраний Павла Третьякова), а также в Плёсском музее-заповеднике («В лесу», 1874).

## Галерея

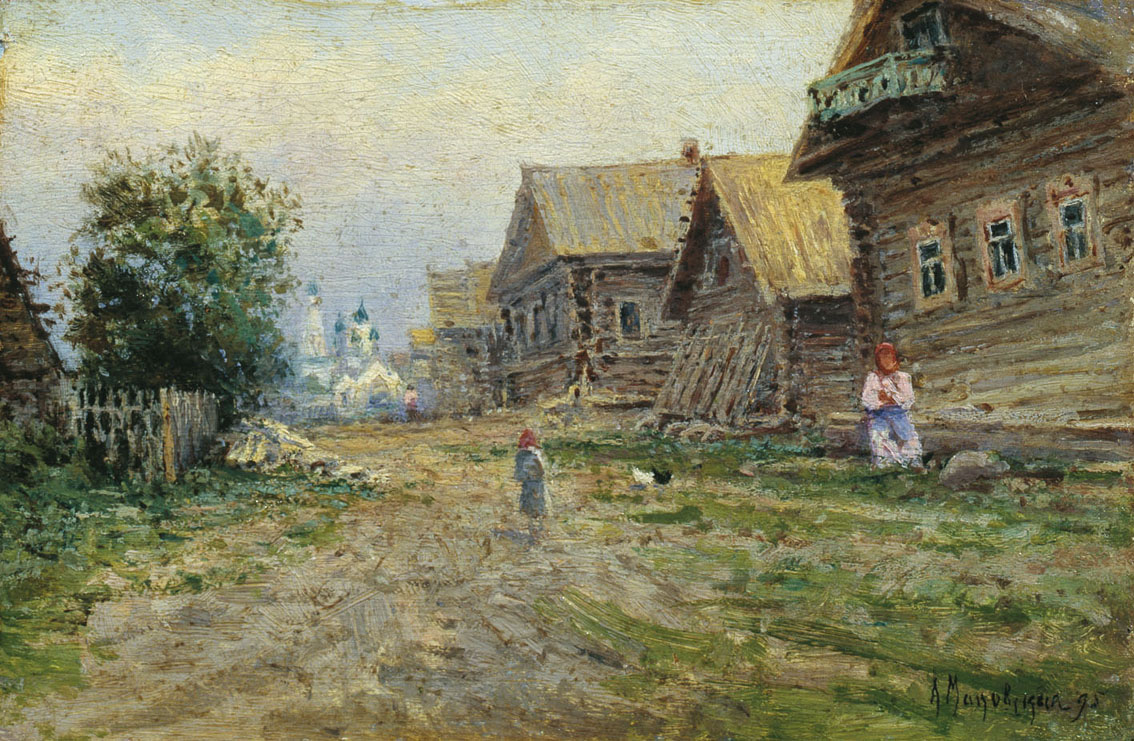
Село
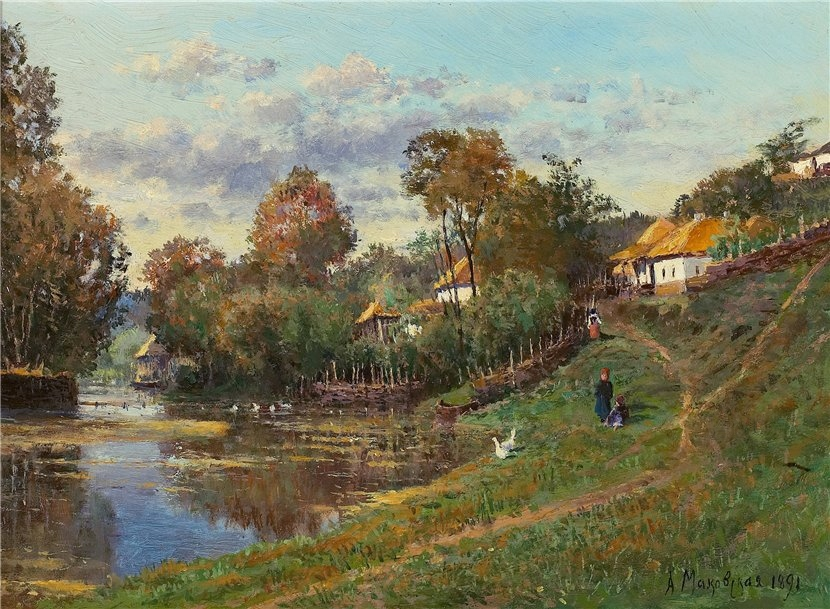
Малороссийский вид
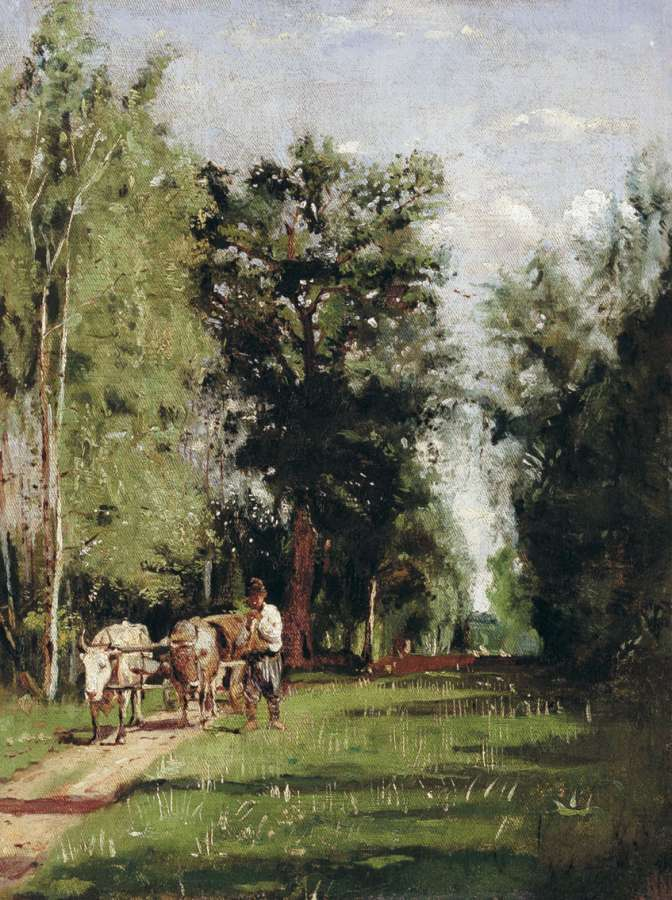
Пейзаж с крестьянином и телегой
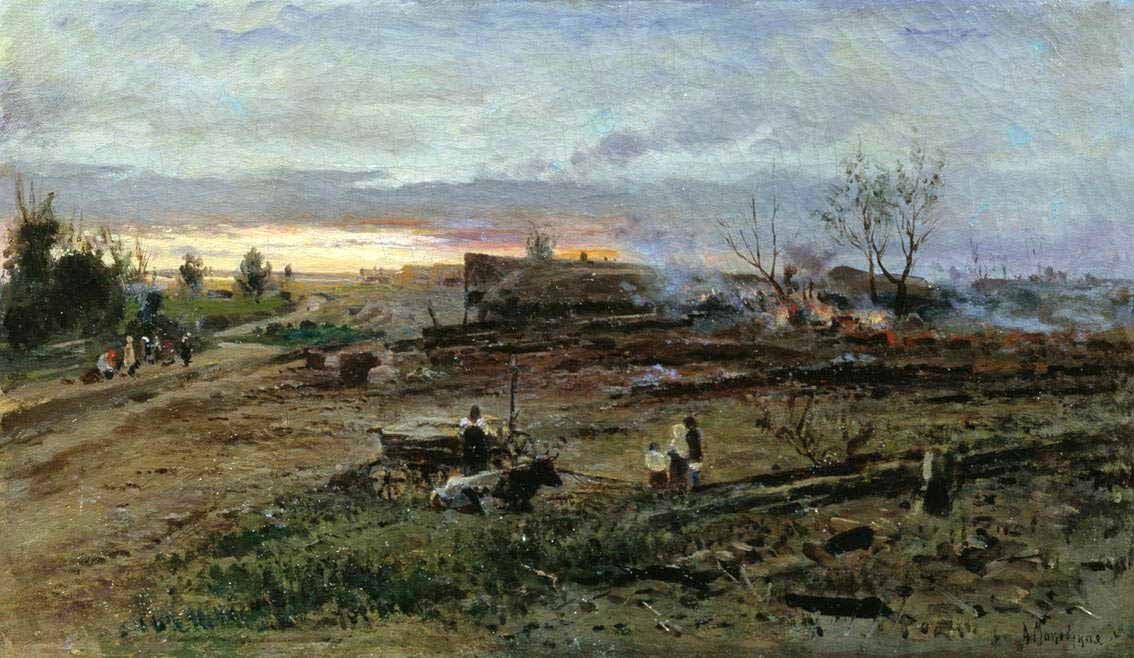
Пожар в деревне